# Knut Frænkel
Knut Hjalmar Ferdinand Frænkel (Karlstad, 14 de fevereiro de 1870 – Ilha Kvit, outubro de 1897) foi um engenheiro e explorador sueco, membro da fracassada expedição polar de S. A. Andrée de 1897.

## Biografia
Nascido em Karlstad, Frænkel era filho de um major do corpo de engenheiros do exército, e cresceu na montanhosa Jemtlândia, onde cultivou um interesse por atividades ao ar livre e esportes. Frequentou posteriormente a Escola Palmgren em Estocolmo, graduando-se engenheiro civil pelo Instituto Real de Tecnologia em 1896. Enquanto preparava-se para entrar para o corpo de engenheiros do exército, vislumbrou uma oportunidade de integrar a equipe de S. A. Andrée para uma expedição de balão para o Pólo Norte. Ele acabou sendo escolhido para substituir Nils Gustaf Ekholm, que desistira pois não estava seguro da qualidade do balão.
Durante a expedição, Frænkel era o responsável por escrever detalhados protocolos de todos os procedimentos empregados. Após o balão ser forçado a pousar no gelo, ele passou a escrever um diário meteorológico. Tendo ficado à deriva por semanas, o grupo alcançou a ilha Kvitøya em outubro de 1897, firmando acampamento no local e morrendo ali pouco tempo depois.
Os restos da expedição foram encontrados por acidente pelo navio Bratvaag em 6 de agosto de 1930. Os corpo de Andrée e Strindberg foram recuperados primeiro, enquanto o de Frænkel só foi encontrado mais tarde, quando a neve e o gelo derreteram ainda mais. Os três receberam um funeral com honras de estado e, após a cremação, foram sepultados juntos no cemitério Norra begravningsplatsen em Estocolmo.